# Shorttrack op het Europees Olympisch Jeugdfestival 2019
Shorttrack was een onderdeel op het Europees Olympisch Jeugdfestival 2019 in Sarajevo in Bosnië en Herzegovina. De wedstrijden werden van 11 tot en met 15 februari 2019 gereden in de ijshal Mirza Delibašić. Er stonden zeven onderdelen op het programma.

## Resultaten
| Onderdeel                     | Goud               | Zilver            | Brons              |
| ----------------------------- | ------------------ | ----------------- | ------------------ |
| 500 meter jongens             | Mateusz Krzemiński | Furkan Akar       | Balázs Bontovics   |
| 1000 meter jongens            | Attila Talabos     | Vladimir Balbekov | Balázs Bontovics   |
| 1500 meter jongens            | Attila Talabos     | Vladimir Balbekov | Furkan Akar        |
| 500 meter meisjes             | Petra Rusnáková    | Lucia Filipová    | Magdalena Zych     |
| 1000 meter meisjes            | Petra Rusnáková    | Chiara Betti      | Yana Dambrouskaya  |
| 1500 meter meisjes            | Elisa Confortola   | Petra Rusnáková   | Michelle Velzeboer |
| 3000 meter gemengde aflossing | Hongarije          | Polen             | Nederland          |

## Medaillespiegel
| Plaats | Land        | Goud | Zilver | Brons | Totaal |
| ------ | ----------- | ---- | ------ | ----- | ------ |
| 1      | Hongarije   | 3    | 0      | 2     | 5      |
| 2      | Slowakije   | 2    | 2      | 0     | 4      |
| 3      | Polen       | 1    | 1      | 1     | 3      |
| 4      | Italië      | 1    | 1      | 0     | 2      |
| 5      | Rusland     | 0    | 2      | 0     | 2      |
| 6      | Turkije     | 0    | 1      | 1     | 2      |
| 7      | Nederland   | 0    | 0      | 2     | 2      |
| 8      | Wit-Rusland | 0    | 0      | 1     | 1      |

Aosta 1993 · 
Andorra 1995 · 
Sundsvall 1997 · 
Poprad 1999 · 
Monthey 2005 · 
Brașov 2013 · 
Erzurum 2017 · 
Sarajevo 2019 · 
Vuokatti 2022 · 
Pontebba 2023